# Petal (Mississippi)
Petal ist eine Stadt innerhalb des Forrest County, Mississippi in den Vereinigten Staaten.  Die Stadt liegt am Leaf River und ist eine Vorstadt von Hattiesburg. Das U.S. Census Bureau ermittelte bei der Volkszählung 2020 eine Einwohnerzahl von 11.010.

## Geschichte
Der erste Postmeister von Petal war Irving A. Polk. Das Postamt wurde 1903 gegründet und nach der Tochter eines ersten Siedlers benannt. Sie ist die einzige Stadt in den USA mit diesem Namen. Petal trennte sich am 4. April 1974 von der Stadt Hattiesburg. Petal war eine Gemeinde mit vielen Farmern. Dies ändert sich langsam mit neuen Unternehmen, die in die Stadt kommen.
Petal wurde am 21. Januar 2017 durch einen Tornado stark beschädigt.

## Demografie
Nach der Schätzung von 2019 leben in Petal 10.632 Menschen. Die Bevölkerung teilte sich im selben Jahr auf in 76,2 % nicht-hispanische Weiße, 13,1 % Afroamerikaner, 0,8 % amerikanische Ureinwohner, 0,5 % Asiaten und 2,4 % mit zwei oder mehr Ethnizitäten. Hispanics oder Latinos machten 6,5 % der Bevölkerung aus. Das mittlere Haushaltseinkommen lag bei 45.816 US-Dollar und die Armutsquote bei 9,8 %.